# Milica Simić
Milica Simić (* 14. Juli 1993) ist eine serbische Badmintonspielerin.

## Karriere
Milica Simić ist seit dem Jahr 2008 die dominierende Badmintonspielerin ihres Landes. Von 2008 bis 2012 gewann sie jeweils die Dameneinzelkonkurrenz. 2010, 2011 und 2012 war sie auch im Doppel erfolgreich, 2011 und 2012 ebenfalls im Mixed.

## Sportliche Erfolge
| Saison | Veranstaltung                  | Disziplin   | Platz | Name                            |
| ------ | ------------------------------ | ----------- | ----- | ------------------------------- |
| 2008   | Serbien: Einzelmeisterschaften | Dameneinzel | 1     | Milica Simić                    |
| 2009   | Serbien: Einzelmeisterschaften | Dameneinzel | 1     | Milica Simić                    |
| 2010   | Serbien: Einzelmeisterschaften | Dameneinzel | 1     | Milica Simić                    |
| 2010   | Serbien: Einzelmeisterschaften | Damendoppel | 1     | Milica Simić / Sandra Halilović |
| 2011   | Serbien: Einzelmeisterschaften | Damendoppel | 1     | Milica Simić / Sandra Halilović |
| 2011   | Serbien: Einzelmeisterschaften | Dameneinzel | 1     | Milica Simić                    |
| 2011   | Serbien: Einzelmeisterschaften | Mixed       | 1     | Ilija Pavlović / Milica Simić   |
| 2012   | Serbien: Einzelmeisterschaften | Damendoppel | 1     | Milica Simić / Sandra Halilović |
| 2012   | Serbien: Einzelmeisterschaften | Dameneinzel | 1     | Milica Simić                    |
| 2012   | Serbien: Einzelmeisterschaften | Mixed       | 1     | Ilija Pavlović / Milica Simić   |